# NGC 1199
NGC 1199 (другие обозначения — MCG -3-8-67, HCG 22A, PGC 11527) — эллиптическая галактика (E3) в созвездии Эридан.
Этот объект входит в число перечисленных в оригинальной редакции «Нового общего каталога».
Галактика NGC 1199 входит в состав группы галактик NGC 1199. Данная группа маленькая и компактная, и помимо NGC 1199 в группу также входят IC 276, NGC 1114, NGC 1189, NGC 1209 и MGC -3-8-45. NGC 1199 является самым ярким представителем этой группы.
Имеет две галактики-спутника, которые находятся на расстоянии 33 килопарсек от NGC 1199. Профиль шаровых скоплений вокруг этой галактики соответствует распределению света в ней. Свойства этих скоплений аналогичны таковым во внешних эллиптических галактиках группы NGC 1199, которые находятся в менее плотной среде.